# Quintela (Friões)
Quintela é uma aldeia portuguesa da freguesia de Friões, Município de Valpaços com cerca de 121 habitantes. É, em termos geográficos (área),e populacionais a maior aldeia da freguesia e a segunda em população. Quintela tinha 540 habitantes em 1960. O declínio populacional deveu-se à acentuada emigração, essencialmente para França, que ocorreu nos anos 60 e 70.
Quintela está dividida em 3 bairros: o Bairro Frioso, aquele de localização mais elevada e exposta aos ventos frios, o Bairro da Serra situado mais a sul, e aquele que preserva melhor o seu traçado original, e também aquele que mais sofreu as consequências da desertificação e o Bairro do Meio que, como o próprio nome sugere, se situa entre os outros dois. Existem ainda 2 sub-bairros, S. Roque, anexo ao bairro Frioso e Bouço, perto do Bairro da Serra. Atualmente este pequeno aglomerado, encontra-se desabitado.

## Localização
Quintela é atravessada pela estrada municipal 541 que liga a aldeia do Barracão a Argeriz, passando por Quintela, Friões, Ferrugende, Celeirós, Chamoinha, Esturãos, Santiago da Ribeira de Alhariz, Paradela e Argeriz. O Bairro Frioso de Quintela estende-se até à nascente do rio Torto, junto a um pequeno pântano onde fervilha a vida selvagem.
Quintela localiza-se então na margem esquerda do rio Torto, que vai desaguar no rio Rabaça, e dista 3 km de Friões, 13 km de Valpaços e 15 km da cidade de Chaves.

## Topónimo
Quintela constitui um vasto aglomerado populacional que se desenvolveu em torno de uma pequena exploração agrícola, uma pequena quinta. Logo, quintela.
é um nome frequente no Norte de Portugal e na Galiza, vem de quintanella (espanhol quintanilla, quintanilha), um diminutivo de quintana (2).

## Aldeias Vizinhas
- Barracão, 2 km
- Paranhos, 2.5 km
- Mosteiró de Cima, 4 km
- Friões, 3 km
- Ferrugende, 4 km
- S. Domingos, 5 km
- Vilarinho, 4 km
- Limãos, 5 km

## Atividades económicas
Num passado recente, em Quintela existiam muitos empresários agrícolas de média dimensão, os quais se extinguiram quase totalmente. O declínio deve-se a duas causas fundamentais: os filhos dos proprietários agrícolas migraram para o litoral, os assalariados agrícolas emigraram para a Europa e América do Norte.
Os habitantes de Quintela continuam a dedicar-se à agricultura, continuando a produzir, batatas, castanhas, cereais, frutas e legumes. Em Quintela há também eletricistas e canalizadores, além de algum comércio.

## Património
- Casa de Quintela (Bairro Frioso)
- Cruzeiro de Foz
- Cruzeiro do Bairro da Serra
- Nicho do Senhor dos Aflitos
- Nicho de S. Roque
- Nicho de Nossa Senhora dos Milagres
- Fonte do Bairro da Serra
- Fonte do bairro do Meio
- Altar de N.S. da Natividade (em talha dourada)

Quintela não tem uma capela histórica como todas as outras aldeias possuem; a capela de N. Sra. da Natividade, uma das maiores e mais belas da freguesia, foi demolida, para no seu lugar se construir outra de maiores dimensões, totalmente incaracterística e sem qualquer valor arquitetónico. A destruição do mais belo símbolo de Quintela foi executada por pessoas que estavam convencidas de que estariam a fazer algo de bom para a sua terra, perante a passividade e total desinteresse, ou desconhecimento das autoridades locais, civis e religiosas.